# Liste der Mitglieder der Deutschen Akademie der Naturforscher Leopoldina/1924
Die Liste der Mitglieder der Deutschen Akademie der Naturforscher Leopoldina für 1924  listet alle Personen, die im Jahr 1924 zum Mitglied berufen wurden. Insgesamt gab es zehn neu gewählte Mitglieder.

## Neu gewählte Mitglieder
| Nr. 1 | Name                         | Beiname 1 | Geboren       | Aufnahme 1 | Gestorben     | Sektion               | Bild                         | Datenbank          |
| ----- | ---------------------------- | --------- | ------------- | ---------- | ------------- | --------------------- | ---------------------------- | ------------------ |
|       | Ludwig Bieberbach            |           | 4. Dez. 1886  |            | 1. Sep. 1982  | Mathematik            | Ludwig Bierbach              | Ludwig Bieberbach  |
|       | Luitzen Egbertus Jan Brouwer |           | 27. Feb. 1881 |            | 2. Dez. 1966  | Mathematik            | Luitzen Egbertus Jan Brouwer | Egbertus Brouwer   |
|       | Gustav Frölich               |           | 2. Feb. 1879  |            | 23. Aug. 1940 | Landbauwissenschaften |                              | Gustav Frölich     |
|       | Hayashi Tsuruichi            |           | 13. Juni 1873 |            | 4. Okt. 1935  | Mathematik            |                              | Tsuruichi Hayashi  |
|       | Martin Kochmann              |           | 7. Feb. 1878  |            | 11. Sep. 1936 | Pharmakologie         |                              | Martin Kochmann    |
|       | Niels Erik Nørlund           |           | 26. Okt. 1885 |            | 4. Juli 1981  | Mathematik            | Niels Erik Nørlund           | Niels Erik Nørlund |
|       | Theodor Roemer               |           | 20. Nov. 1883 |            | 3. Sep. 1951  | Landbauwissenschaften | Theodor Roemer               | Theodor Roemer     |
|       | Embrik Strand                |           | 2. Juni 1876  |            | 3. Nov. 1947  | Zoologie              |                              | Embrik Strand      |
|       | Friedrich Voelcker           |           | 22. Juni 1872 |            | 19. März 1955 | Chirurgie             | Friedrich Voelcker           | Friedrich Voelcker |
|       | Franz Volhard                |           | 2. Mai 1872   |            | 24. Mai 1950  | Innere Medizin        |                              | Franz Volhard      |